# Molophilus filius
Molophilus filius är en tvåvingeart som beskrevs av Alexander 1952. Molophilus filius ingår i släktet Molophilus och familjen småharkrankar. Inga underarter finns listade i Catalogue of Life.